# 都市煞星
《都市煞星》是1990年上映的香港電影，由黎應就執導，張學友、王祖賢、譚耀文主演。
.

## 演員
| 演員   | 角色    | 備註                                                                                                   |
| 張學友 | 陳自強  | Dee、金鷹 李雅文之旗下殺手兼養子 李國光之好友，並視如兄弟                                              |
| 王祖賢 | 高加恩  | Joy |
| 譚耀文 | 李國光  | KK 李雅文之親子 陳自強之好友，並視如兄弟                                                               |
| 曾江   | 李雅文  | 蚊叔 前殺手，現為殺手經理人 李國光之親父 陳自強之經理人兼養父                                          |
| 楊群   | 霍老大  | 殺手集團首領                                                                                           |
| 盧惠光 | 黑豹哥  | |
| 連桂乙 | 百合姐  | 殺手集團成員 黑豹哥之經理人                                                                            |
| 鮑方   | 高Sir   | 退休警員 高加恩之父 大碌之天敵，當警員時曾拘捕其並入獄 後被李國光殺害                                  |
| 葛承恩 | 大碌    | 黑幫成員                                                                                               |
| 伊凡威 | Michael | 殺手集團前成員，因犯下集團規條殺害買家而被集團追殺 黑豹哥之好友 在逃亡至泰國時被陳自強及李國光聯手殺害 |
| 蔡立兒 |         | |
| 洪羅拔 |         | |
| 陳志輝 |         | |
| 吳浣儀 |         | |
| 馮克安 |         | |
| 成福安 |         | |
| 左頌昇 |         | |
| 侯煥玲 |         | |

## 外部連結
- 香港影庫上《都市煞星》的資料（繁體中文）